# 高原宏文
高原 宏文（たかはら ひろふみ、1934年3月27日 - ）は、日本の作曲家。

## 略歴
鳥取県米子市出身。1958年、国立音楽大学作曲科卒業。作曲を高田三郎、島岡譲に師事。1959年、国立音楽大学専攻科（作曲専攻）修了。同年、第28回日本音楽コンクール作曲部門第3位入賞。
1974年〜1979年、国立音楽大学助教授、1980年〜1999年、同大学教授、現在、同大学名誉教授。
日本現代音楽協会、日本作曲家協議会で作品発表や楽譜の出版の活動を続けている。

## 主な作品
- ピアノソナタ（1955）
- 歌い手と3人の奏者のための〈夜〉（1966）
- コミュニオンII～2つのマリンバのための（1979）
- インターフェース～打楽器アンサンブルのための（1986）
- 繚乱～2つのマリンバと6人の打楽器奏者のための（1992）
- コミュニオンIV～歌い手と笙のための（2001）
- コミュニオンＶ～ヴァイオリンとチェロのための（2004）
- アリア～笙のための（2006）
- コミュニオンVI～篳篥と笙のための（2007）
- アリア～アルトフルートのための（2007）